# 塔尼莎·克拉斯托
塔尼莎·克拉斯托（Tanisha Crasto，2003年5月5日—），印度羽球運動員，出生於阿拉伯聯合大公國杜拜，曾代表巴林參加國際賽，2018年起代表印度出賽。她與混雙搭檔伊沙安·巴特納加在2022年賽義德·莫迪羽毛球國際賽贏得生涯首座世界巡迴賽冠軍。

## 生平

### 生於杜拜
塔尼莎·克拉斯托出生於杜拜，父母來自印度果阿邦；5歲時接觸羽球，高中時就讀杜拜的印度學校，並在學校附近的印度俱樂部接受訓練。

### 代表巴林
塔尼莎因為公民身分問題而無法代表阿聯，最終轉往鄰近國家巴林向世界羽聯註冊，從2013年起代表巴林參加青少年賽事。2016年，塔尼莎與印尼選手阿普萨西搭檔，在巴林國際挑戰賽以13歲之齡贏得女子雙打冠軍。
塔尼莎代表巴林3年多，期間征戰波斯灣地區各項賽事，讓她在14歲時就成為阿聯酋乃至整個波斯灣排名最高的選手。

### 回到印度
波斯灣地區羽球風氣不佳，使塔尼莎無法取得足夠的競爭強度，塔尼莎的父親為此決定在2017年帶她回到印度，開始代表果阿邦參加印度國內巡迴賽，並曾代表印度參加2019年亞青賽及2018年、2019年世青賽。
2021年，塔尼莎入選印度國家隊出戰優霸盃、蘇迪曼盃。同年10月，她搭檔鲁塔帕纳·潘达與伊沙安·巴特納參加印度國際挑戰賽女子與混合雙打比賽，最終贏得女雙亞軍及混雙冠軍；11月，與伊沙安再奪蘇格蘭公開賽混雙亞軍。
2022年1月，塔尼莎／伊沙安在賽義德·莫迪國際賽混合雙打決賽，以21－16、21－12擊敗隊友，獲得兩人生涯首座世界巡迴賽桂冠。

## 主要比賽成績
只列出曾進入準決賽的國際賽事成績：
| 年份      | 賽事                         | 公開賽級別 | 項目     | 搭檔                  | 成績    |
| --------- | ---------------------------- | ---------- | -------- | --------------------- | ------- |
| 代表 巴林 |                              |            |          |                       |         |
| 2016年    | 巴林羽毛球國際挑戰賽         | 國際挑戰賽 | 女子雙打 | A·P·L·瓦里拉          | 冠軍    |
| 代表 印度 |                              |            |          |                       |         |
| 2021年    | 印度羽毛球國際挑戰賽         | 國際挑戰賽 | 女子雙打 | 魯塔帕納·潘達         | 亞軍    |
| 2021年    | 印度羽毛球國際挑戰賽         | 國際挑戰賽 | 混合雙打 | 伊沙安·巴特納加       | 冠軍    |
| 2021年    | 蘇格蘭羽毛球公開賽           | 國際挑戰賽 | 混合雙打 | 伊沙安·巴特納加       | 亞軍    |
| 2021年    | 威爾斯羽毛球國際賽           | 國際挑戰賽 | 混合雙打 | 伊沙安·巴特納加       | 準決賽  |
| 2022年    | 賽義德·莫迪羽毛球國際賽      | 超級300賽  | 混合雙打 | 伊沙安·巴特納加       | 冠軍    |
| 2022年    | 恰蒂斯加爾邦羽毛球國際挑戰賽 | 國際挑戰賽 | 混合雙打 | 伊沙安·巴特納加       | 準決賽  |
| 2023年    | 亞洲羽毛球混合團体錦標賽     | 其他       | 混合團体 | －                    | 季軍    |
| 2023年    | 南特羽毛球國際挑戰賽         | 國際挑戰賽 | 女子雙打 | 阿什维尼·蓬纳帕       | 冠軍    |
| 2023年    | 南特羽毛球國際挑戰賽         | 國際挑戰賽 | 混合雙打 | 赛·普拉蒂克·K         | 亞軍    |
| 2023年    | 印尼棉蘭羽毛球大師賽         | 超級100賽  | 女子雙打 | 阿什維尼·蓬納帕       | 準決賽  |
| 2023年    | 阿布達比羽毛球大師賽         | 超級100賽  | 女子雙打 | 阿什維尼·蓬納帕       | 冠軍    |
| 2023年    | 賽義德·莫迪羽毛球國際賽      | 超級300賽  | 女子雙打 | 阿什維尼·蓬納帕       | 亞軍    |
| 2023年    | 古瓦哈蒂羽毛球大師賽         | 超級100賽  | 女子雙打 | 阿什維尼·蓬納帕       | 冠軍    |
| 2023年    | 古瓦哈蒂羽毛球大師賽         | 超級100賽  | 混合雙打 | 杜鲁夫·卡皮拉         | 準決賽  |
| 2023年    | 奧迪沙羽毛球大師賽           | 超級100賽  | 女子雙打 | 阿什維尼·蓬納帕       | 亞軍    |
| 2023年    | 奧迪沙羽毛球大師賽           | 超級100賽  | 混合雙打 | 杜鲁夫·卡皮拉         | 冠軍    |
| 2024年    | 亞洲羽毛球團體錦標賽         | 其他       | 女子團體 | －                    | 冠軍    |
| 2024年    | 泰國羽毛球公開賽             | 超級500賽  | 女子雙打 | 阿什維尼·蓬納帕       | 準決賽  |
| 2024年    | 印尼北干巴魯羽毛球大師賽     | 超級100賽  | 混合雙打 | 杜鲁夫·卡皮拉         | 準決賽  |
| 2024年    | 越南羽毛球公開賽             | 超級100賽  | 混合雙打 | 杜魯夫·卡皮拉         | 準決賽' |
| 2024年    | 印度羽毛球國際挑戰賽         | 國際挑戰賽 | 混合雙打 | Hariharan Amsakarunan | 亞軍    |
| 2024年    | 賽義德·莫迪羽毛球國際賽      | 超級300賽  | 女子雙打 | 阿什维尼·蓬纳帕       | 準決賽  |
| 2024年    | 賽義德·莫迪羽毛球國際賽      | 超級300賽  | 混合雙打 | 杜魯夫·卡皮拉         | 亞軍    |
| 2024年    | 古瓦哈蒂羽毛球大師賽         | 超級100賽  | 女子雙打 | 阿什维尼·蓬纳帕       | 冠軍    |
| 2024年    | 古瓦哈蒂羽毛球大師賽         | 超級100賽  | 混合雙打 | 杜魯夫·卡皮拉         | 準決賽  |
| 2025年    | 德國羽毛球公開賽             | 超級300賽  | 混合雙打 | 杜魯夫·卡皮拉         | 準決賽  |

| 2007-2017年 | 首要超級賽 | 超級賽 | 黃金大獎賽 | 大獎賽 | 國際挑戰賽 | 國際系列賽 | 未來系列賽 | 其他 |

| 2018-2026年 | 總決賽 | 超級1000賽 | 超級750賽 | 超級500賽 | 超級300賽 | 超級100賽 | 國際挑戰賽 | 國際系列賽 | 未來系列賽 | 其他 |

### 奧運會和世錦賽參賽紀錄
|          | 搭檔            | 2022 | 2024       |
| -------- | --------------- | ---- | ---------- |
| 女子雙打 | 阿什维尼·蓬纳帕 | －   | 小組第四名 |
|          |                 |      |            |
| 混合雙打 | 伊沙安·巴特納加 | 32強 | －         |

## 外部連結
- 塔尼莎·克拉斯托在世界羽球聯盟的登錄資料